# Сиволозька сільська рада
Си́волозька сільська́ ра́да — адміністративно-територіальна одиниця та орган місцевого самоврядування в Борзнянському районі Чернігівської області. Адміністративний центр — село Сиволож.

## Загальні відомості
- Територія ради: 60,07 км²
- Населення ради: 993 особи (станом на 2001 рік)

Сиволозька сільська рада зареєстрована 1919 року. Стала однією з 26-ти сільських рад Борзнянського району і одна з 10-ти, яка складається з одного населеного пункту.

## Населені пункти
Сільській раді підпорядковані населені пункти:
- с. Сиволож

## Освіта
На території сільради діє Сиволозька ЗОШ І-ІІІ ст.

## Склад ради
Рада складається з 15 депутатів та голови.
- Голова ради: Кудлай Олександр Миколайович
- Секретар ради: Зозуля Ольга Степанівна

### Керівний склад попередніх скликань
| Прізвище, ім'я, по батькові  | Основні відомості                                                         | Дата обрання | Дата звільнення |
| ---------------------------- | ------------------------------------------------------------------------- | ------------ | --------------- |
| Марченко Микола Васильович   | Сільський голова, 1966 року народження, член Народної партії              | 26.03.2006   | 14.01.2010      |
| Кудлай Олександр Миколайович | Сільський голова, 1950 року народження, освіта вища, член Народної партії | 31.10.2010   |                 |

Примітка: таблиця складена за даними сайту Верховної Ради України

### Депутати
За результатами місцевих виборів 2010 року депутатами ради стали:

#### За суб'єктами висування
| Суб'єкт висування                                       | Кількість обраних депутатів | %    |
| ------------------------------------------------------- | --------------------------- | ---- |
| Партія регіонів                                         | 5                           | 33,3 |
| Народна партія                                          | 4                           | 26,7 |
| Політична партія Всеукраїнське об'єднання «Батьківщина» | 3                           | 20   |
| Політична партія «Сильна Україна»                       | 2                           | 13,3 |
| Соціалістична партія України                            | 1                           | 6,7  |

#### За округами
| № округу                                                | Прізвище, ім'я, по батькові      | Дата визнання обраним | Освіта             | Партійна приналежність                        | Відомості про обраного депутата                          |
| ------------------------------------------------------- | -------------------------------- | --------------------- | ------------------ | --------------------------------------------- | -------------------------------------------------------- |
| Народна Партія                                          |                                  |                       |                    |                                               |                                                          |
| 3                                                       | Бець-Пилипченко Людмила Іванівна | 03.11.2010            | середня            | член Народної партії                          | Сиволозька сільська рада, техпрацівник                   |
| 4                                                       | Река Тетяна Миколаївна           | 03.11.2010            | середня спеціальна | член Народної партії                          | Сиволозька сільська рада, бухгалтер                      |
| 9                                                       | Зозуля Ольга Степанівна          | 03.11.2010            | середня спеціальна | член Народної партії                          | Сиволозька сільська рада, секретар сільськоїради         |
| 12                                                      | Дубовик Лідія Вікторівна         | 03.11.2010            | вища               | позапартійна                                  | Сиволозька загальноосвітня школа І-ІІІ ст., вчитель      |
| Партія регіонів                                         |                                  |                       |                    |                                               |                                                          |
| 1                                                       | Герасименко Надія Олексіївна     | 03.11.2010            | середня            | позапартійна                                  | Сиволозька сільська рада, касир                          |
| 2                                                       | Семашко Лідія Володимирівна      | 03.11.2010            | вища               | позапартійна                                  | Сиволозька загальноосвітня школа І-ІІІ ст., вчитель      |
| 6                                                       | Ткаченко Парасковія Степанівна   | 03.11.2010            | вища               | член Партії регіонів                          | Сиволозька загальноосвітня школа І-ІІІ ст., вчитель      |
| 11                                                      | Гордієнко Валерій Іванович       | 03.11.2010            | середня            | позапартійний                                 | СТОВ"Дружба", тваринник                                  |
| 14                                                      | Михник Микола Андрійович         | 03.11.2010            | середня            | позапартійний                                 | Сиволозька загальноосвітня школа І-ІІІ ст., кочегар      |
| Політична партія Всеукраїнське об'єднання «Батьківщина» |                                  |                       |                    |                                               |                                                          |
| 5                                                       | Герасименко Валентина Михайлівна | 03.11.2010            | середня спеціальна | член Всеукраїнського об'єднання «Батьківщина» | СТОВ"Дружба", бухгалтер                                  |
| 7                                                       | Тимченко Валентина Григорівна    | 03.11.2010            | середня            | член Всеукраїнського об'єднання «Батьківщина» | Сиволозька загальноосвітня школа І-ІІІ ст., техпрацівник |
| 15                                                      | Бундя Олександр Іванович         | 03.11.2010            | середня спеціальна | член Всеукраїнського об'єднання «Батьківщина» | Сиволозька загальноосвітня школа І-ІІІ ст., вчитель      |
| Політична партія «Сильна Україна»                       |                                  |                       |                    |                                               |                                                          |
| 10                                                      | Шупрудько Зоя Федорівна          | 03.11.2010            | середня            | член Політичної партії «Сильна Україна»       | Сиволозька загальноосвітня школа І-ІІІ ст., кухар        |
| 13                                                      | Бець Оксана Миколаївна           | 03.11.2010            | середня            | член Політичної партії «Сильна Україна»       | Магазин, продавець                                       |
| Соціалістична партія України                            |                                  |                       |                    |                                               |                                                          |
| 8                                                       | Меншикова Ганна Павлівна         | 03.11.2010            | середня спеціальна | позапартійна                                  | пенсіонер                                                |